# Девятки (Тевельский сельсовет)
Девя́тки (бел. Дзявяткі, полес. Дыв'яткі) — деревня в Кобринском районе Брестской области Белоруссии. Входит в состав Тевельского сельсовета.
По данным на 1 января 2016 года население составило 139 человек в 59 домохозяйствах.
В деревне расположены почтовое отделение и магазин.

## География
Деревня расположена в 19 км к северо-западу от города Кобрин, 3 км от станции Тевли и в 70 км к востоку от Бреста, на автодороге Р102 Кобрин-Каменец.

## История
Населённый пункт известен с 1563 года как село Дашковичи. В разное время население составляло:
- 1999 год: 89 хозяйств, 246 человек;
- 2005 год: 80 хозяйств, 214 человек;
- 2009 год: 186 человек;
- 2016 год[2]: 59 хозяйств, 139 человек;
- 2019 год[1]: 120 человек.